# تاريخ الحزب الجمهوري في الولايات المتحدة
الحزب الجمهوري، ويُعرف اختصارًا بـ«جي أو بي» من الحزب القديم العظيم، هو أحد أقدم الأحزاب السياسية الموجودة في العالم. وثاني أقدم حزب سياسي موجود في الولايات المتحدة؛ فمنافسه الرئيسي، الحزب الديمقراطي، هو الأقدم.
ظهر الحزب الجمهوري في عام 1854 لمناهضة قانون كنساس-نبراسكا وتوسّع الرق في الأقاليم الأمريكية. تألف الحزب الجمهوري في بداياته من الأمريكيين الأفريقيين والبروتستانت البيض الشماليين ورجال الأعمال والمهنيين وعمال المصانع والمزارعين. كان الحزب الجمهوري مؤيدًا للأعمال، ودعم البنوك وقاعدة الذهب والسكك الحديدية والتعريفات المرتفعة؛ في حين عارض توسّع العبودية. في بدايته، لم يكن للحزب الجمهوري أي وجود تقريبًا في جنوب الولايات المتحدة؛ لكن بحلول عام 1858، ضمّ إليه اليمينيين السابقين وديمقراطيي الأرض الحرة السابقين ليشكلوا الأغلبية في كل ولاية شمالية تقريبًا.
مع انتخاب أبراهام لينكولن (أول رئيس جمهوري) عام 1860، ونجاح الحزب في توجيه الاتحاد نحو النصر في الحرب الأهلية الأمريكية، ودور الحزب في إلغاء العبودية، هيمن الحزب الجمهوري إلى حد كبير على المشهد السياسي الوطني حتى 1932. في عام 1912، أسّس ثيودور روزفلت الحزب التقدمي (المعروف باسم بول موس) بعد أن رفضه الحزب الجمهوري، وخاض الانتخابات كمرشح رئاسي عن حزب ثالث دون جدوى داعيًا إلى إجراء إصلاحات اجتماعية. بعد عام 1912، ترك العديد من أنصار روزفلت الحزب، وخضع الحزب لتحوّل أيديولوجي إلى اليمين. خسر الحزب الجمهوري أغلبيته في الكونغرس خلال فترة الكساد الكبير (1929-1940)؛ في عهد الرئيس فرانكلين د. روزفلت، شكّل الديمقراطيون ائتلاف الصفقة الجديدة الفائز الذي كان مهيمنًا من عام 1932 حتى عام 1964.
بعد إقرار قانون الحقوق المدنية لعام 1964 وقانون حق التصويت لعام 1965، تحولت القاعدة الأساسية للحزب، إذ أصبحت الولايات الجنوبية جمهورية بموثوقية أكبر في السياسة الرئاسية وأصبحت الولايات الشمالية الشرقية ديمقراطية بموثوقية أكبر. ازداد ارتباط الناخبين البيض بالحزب الجمهوري بعد ستينيات القرن العشرين. بعد قرار المحكمة العليا لعام 1973 في قضية رو ضد ويد، عارض الحزب الجمهوري الإجهاض في برنامجه وزاد دعمه بين الإنجيليين. فاز الحزب الجمهوري في خمسة من الانتخابات الرئاسية الستة من 1968 إلى 1988. كان الرئيس رونالد ريغان، الذي تولى منصبه لفترتين رئاسيتين من 1981 إلى 1989، من الزعماء الذين أحدثوا تحوّلًا في الحزب، إذ دعت سياساته المحافظة إلى خفض الإنفاق الحكومي والقيود، وخفض الضرائب واتباع سياسة خارجية مناهضة للاتحاد السوفيتي. استمر نفوذ ريغان على الحزب حتى القرن الحادي والعشرين.
منذ تسعينيات القرن العشرين، جاء دعم الحزب بشكل رئيسي من الجنوب، والسهول الكبرى، وإقليم الجبال والمناطق الريفية في الشمال. تمثّلت أيديولوجية الحزب الجمهوري في القرن الحادي والعشرين بالسياسة المحافظة الأمريكية. يدعم الحزب الجمهوري اليوم الضرائب المنخفضة ورأسمالية السوق الحرة والدفاع الوطني القوي وحق امتلاك الأسلحة وحملها ورفع القيود وعقوبة الإعدام والقيود المفروضة على النقابات العمالية؛ في حين يعارض الإجهاض. على النقيض من دعمه للسياسات الاقتصادية المحافظة والرؤية الليبرالية للحكومة، فإن الحزب الجمهوري محافظ اجتماعيًا. هناك حتى الآن 19 رئيسًا جمهوريًا، وهم أكثر من أي حزب سياسي آخر. انتُخب الرئيس الأخير، دونالد ترامب، في عام 2016.

## البدايات: 1854-1860
انبثق الحزب الجمهوري من معارضة قانون كنساس-نبراسكا، الذي وقّع عليه الرئيس فرانكلين بيرس في عام 1854 ليصبح قانونًا. فتح القانون إقليم كنساس وإقليم نبراسكا للعبودية والاعتراف المستقبلي بها كولايات الرقيق، وبالتالي إلغاء الحظر على الرق ضمنيًا في المنطقة الواقعة شمال خط عرض 36°30′ التي كانت جزءًا من تسوية ميزوري. اعتبر الشماليون المناهضون للعبودية هذا التغيير مناورة عدوانية توسعية نفّذها الجنوب الذي يمتلك العبيد. تحمّس معارضو القانون بشدة وبدؤوا بتشكيل حزب جديد. بدأ الحزب كائتلاف من اليمينيين أصحاب الضمير المناهضين للرق مثل زكريا تشاندلر وديمقراطيي الأرض الحرة مثل سلمون بّي. تشيس.
عُقد أول اجتماع محلي للحركة المناهضة لنبراسكا، حيث اقتُرح «جمهوري» كاسم للحزب الجديد المناهض للعبودية، في إحدى مدارس ريبون، ويسكونسن في 20 مارس 1854. عُقد أول مؤتمر على مستوى الولاية لصياغة برنامج واختيار مرشحين تحت الاسم الجمهوري بالقرب من جاكسون، ميشيغان، في 6 يوليو 1854. في ذلك المؤتمر، عارض الحزب توسّع العبودية في مناطق جديدة وحدّد قائمة بالمرشحين على مستوى الولاية. تولى الغرب الأوسط القيادة في تصميم البطاقات الانتخابية للحزب الجمهوري في الولاية؛ لم تُبذل الجهود لتنظيم الحزب في الولايات الجنوبية، باستثناء سانت لويس وبعض المناطق المجاورة للولايات الحرة.
كان يانكيز نيو إنجلاند، الذي هيمنوا على تلك المنطقة ومعظم شمال نيويورك وأعلى الغرب الأوسط، من أشدّ الداعمين للحزب الجديد. انطبق ذلك بشكل خاص على الأبرشانيين التقويين والمشيخيين، وانطبق خلال الحرب على العديد من الميثوديين واللوثريين الاسكندنافيين. شكّل الكويكرز مجموعة صغيرة متماسكة كانت جمهوريةً بشكل كبير. على النقيض من ذلك، رفضت الكنائس الليتورجية (الروم الكاثوليك والأسقفية واللوثرية الألمانية) إلى حد كبير أخلاقية الحزب الجمهوري؛ إذ صوّت معظم أتباعهم لصالح الديمقراطيين.

تراءى للحزب الجمهوري الجديد تحديث الولايات المتحدة، مع التركيز على الخدمات المصرفية الموسعة، والمزيد من السكك الحديدية والمصانع، ومنح الأراضي الغربية الحرة للمزارعين ("الأرض الحرة") بدلًا من السماح لمالكي العبيد بشراء أفضل العقارات. جادل بقوة أن العمل في السوق الحرة أفضل من العبودية وبأنه أساس للفضيلة المدنية والجمهوريانية الحقيقية؛ كانت هذه أيديولوجية «الأرض الحرة، والعمل الحر، والرجال الأحرار». من دون استخدام مصطلح «الاحتواء»، اقترح الحزب الجمهوري في منتصف خمسينيات القرن التاسع عشر نظامًا يحتوي العبودية. يشرح المؤرخ جيمس أوكس الاستراتيجية:
ستحيط الحكومة الفيدرالية الجنوب بولايات حرة وأقاليم حرة ومياه حرة، وتؤسّس بذلك ما أسمته «طوق الحرية» حول العبودية، وتطوّقها إلى أن تجبر نقاط الضعف الداخلية للنظام ولايات العبيد على التخلي عن العبودية واحدة تلو الأخرى.
أطلق الحزب الجمهوري أول مؤتمر وطني له في بيتسبرغ، بنسلفانيا في 22 فبراير 1856. انتخب المؤتمر لجنة تنفيذية وطنية حاكمة وأصدر قرارات تدعو إلى إلغاء القوانين التي تمكن من امتلاك الرقيق في الأقاليم الحرة و «مقاومة العبودية بالوسائل الدستورية في أي إقليم»، والدفاع عن الأفراد المناهضين للعبودية في كنساس الذين يتعرضون للاعتداء الجسدي، و «مقاومة الإدارة الوطنية الحالية لفرانكلين بيرس وإسقاطها، إذ ارتبطت بتصاعد سلطة الاستعباد إلى السيادة الوطنية». عُقد أول مؤتمر وطني للترشيح في الصيف في فيلادلفيا، بنسلفانيا. كان جون سي. فريمونت أول مرشح جمهوري للرئاسة في عام 1856 تحت شعار «أرض حرة، وفضة حرة، ورجال أحرار، وفريمونت والنصر!» على الرغم من فشل محاولة فريمونت، أظهر الحزب قاعدة قوية. هيمن في نيو إنجلاند ونيويورك وشمال الغرب الأوسط وكان لها حضور قوي في بقية الشمال. لم يحظَ تقريبًا بأي دعم في الجنوب، حيث أُدين بشدة في 1856-1860 باعتباره قوة تقسيمية تنذر بالحرب الأهلية.
استوعب الحزب الجمهوري العديد من التقاليد السابقة لأعضائه الذين جاؤوا من مجموعة من الفصائل السياسية، كحزب الرجال العاملين، وديمقراطيي لوكوفوكو، وديمقراطيي الأرض الحرة، ويمينيي الأرض الحرة، وحزب لا أدري المناهض للعبودية، واليمينيين أصحاب الضمير، ومصلحي حركة الاعتدال من كلا الحزبين. كوفئ العديد من الديمقراطيين الذين انضموا بمناصب كحكام، أو بمقاعد في مجلس الشيوخ الأمريكي، أو مجلس النواب.

خلال الحملة الرئاسية عام 1860، في وقت يتصاعد فيه التوتر بين الشمال والجنوب، تحدّث أبراهام لنكولن عن المعاملة القاسية التي يتعرض لها الجمهوريون في الجنوب في خطابه الشهير في اتحاد كوبر:
عندما تتحدثون عنّا -نحن الجمهوريين- فإنكم تفعلون ذلك فقط لإدانتنا كأننا خسيسون أو خارجون عن القانون في أفضل الأحوال. ستمنحون القراصنة أو القتلة جلسة استماع، ولكن لن تفعلوا ذلك «للجمهوريين السود». [...] لن تحتملوا انتخاب رئيس جمهوري! ستقولون إنكم بانتخاب رئيس جمهوري ستعرّضون الاتحاد للتفكك؛ ثم ستتهموننا بأننا من ارتكب جريمة تفكيكه! حسنًا. قاطع طريق يصوّب مسدسًا نحو رأسي، ويتمتم «قف وألق الخطاب، وإلا قتلتك، وبذلك ستكون قاتلًا!»